# Гренадеры Удино (Первая империя)
Гренадерская дивизия Удино (фр. Division de grenadiers d'Oudinot), также Сводная гренадерско-вольтижёрская дивизия — элитное подразделение, сформированное Наполеоном 22 ноября 1803 года из пехотных частей, не входивших в состав Армии Берегов Океана. В отличие от Гвардии, служившей последним резервом в руках Императора, гренадеры Удино были ударным соединением авангарда. В этом, пожалуй, и состояла их оригинальность. В остальном подобные дивизии встречаются во многих других армиях, в частности в русской знаменитая сводная гренадерская дивизия Воронцова или в австрийской армии не менее известные гренадеры д'Аспра. К 1 июля 1806 года дивизия была полностью распущена в Страсбурге, а роты вернулись в распоряжение своих полков.
Второе рождение дивизии произошло 2 ноября 1806 года, когда было принято решение о формировании 5 полков двух-батальонного состава из гренадерских и вольтижёрских рот 3-х батальонов. Каждый батальон состоял из 6 рот по 100 человек каждая. 5 декабря 1808 года дивизия Удино была развёрнута в полноценный сводный гренадерско-вольтижёрский корпус.

## Боевой путь дивизии

### Формирование дивизии
В ноябре 1803 года Бонапарт приказал сформировать 11, а затем 10 элитных батальонов, чтобы составить в Аррасе гренадерскую дивизию резерва под командованием Жюно. Элитные батальоны набираются из 2-го, 3-го, 12-го, 15-го, 28-го и 31-го полков лёгкой пехоты, а также из 9-го, 13-го, 58-го и 81-го линейных. Они собираются в Аррасе постепенно в течение 1804 года или даже в начале 1805 года. 16 февраля 1804 года Наполеон приказал Бертье предоставить шпаги, зелёные или красные эполеты, шинели и шапки, которых не хватало в гренадерских ротах Аррасского резерва.
30 января 1805 года Жюно был назначен послом Франции в Лиссабоне. 1 февраля 1805 года его сменил генерал Удино, который до этого командовал пехотной дивизией в лагере Брюгге.
28 февраля 1805 года Наполеон написал Бертье план организации элитных рот: «Таким образом, роты гренадеров и егерей Арраса будут состоять из: 2 офицеров, 1 старшего сержанта, 1 капрала-фурьера, 4 сержантов, 8 капралов, 2 барабанщиков, 110 солдат, 2 воспитанников в звании сержантов, выбранных из Сен-Сира, старше восемнадцати лет, которые присоединятся к их батальону до 22 марта. Таким образом, рота будет состоять из 130 человек, что, умноженное на 6, доводит элитный батальон до 780 человек».
В июне 1805 года дивизия вышла из Арраса в Булонь. 16 августа 1805 года поступает приказ выдвигаться на Страсбург. 29 августа 1805 года дивизия включена в состав 5-го армейского корпуса маршала Ланна Великой Армии.

### Австрийская кампания 1805 года
В 3 часа утра 25 сентября 1805 года по мосту из Страсбурга в Кель началась переправа бригады Трейяра и гренадерской дивизии Удино. Утром 8 октября дивизия переправились на правый берег Дуная и столкнулась с австрийской дивизией генерала Ауффенберга у Вертингена. Австрийские разъезды заметили на севере пехоту французов. Это были гренадеры Удино, шедшие в голове корпуса Ланна. Ауффенберг выслал против них небольшой авангард под командой генерала Динерсберга и, расположив свои войска на случай атаки, как говорят, преспокойно собирался обедать, тем более что время было вполне обеденное — около двух часов дня. Как раз в этот момент с востока к городу подошла конница Мюрата. Не теряя ни мгновения, легендарный командир резервной кавалерии отдал приказ атаковать. В результате австрийцы были охвачены со всех
сторон и с большими потерями отброшены. Таким образом, тыл и правый фланг австрийской пехоты был открыт. Как раз в этот момент с севера показались на дороге меховые шапки гренадер Удино — маршал Ланн, едва заслышав начавшуюся канонаду, ускорил  движение своей элитной дивизии и, смяв авангард Динерсберга, вовремя пришёл на помощь Мюрату. Под угрозой охвата с обоих флангов австрийская пехота построилась в большие каре и стала отступать. Но очередная конная атака французских драгун окончательно сломила сопротивление австрийских гренадер. Через несколько мгновений ряды пехоты дрогнули, смешались — каре были прорваны. Австрийцы побежали в лес. «Этот блистательный бой, который мы расценили как предзнаменование удачи, не был кровопролитным, — записал в своём дневнике офицер дивизии Удино. — Он был так быстро завершён, что наша артиллерия не успела даже начать стрелять. Австрийцы были устрашены порывом, с которым атаковали их наши войска». Отряд Ауффенберга был полностью разгромлен. Согласно австрийским данным, части Ауффенберга потеряли 101 человека убитыми, 233 ранеными, и от 1500 до 2 200 пленных. Потери победителя были относительно невелики: около 140 убитых и раненых и 2 пленных. Сражение под Вертингеном было первым в истории наполеоновской империи. Боевой клич «Да здравствует Император!», который, начиная с этого момента, в течение десяти лет будет раздаваться на всех полях Европы, прозвучал тогда первый раз под пулями неприятеля.

## Кампании и битвы

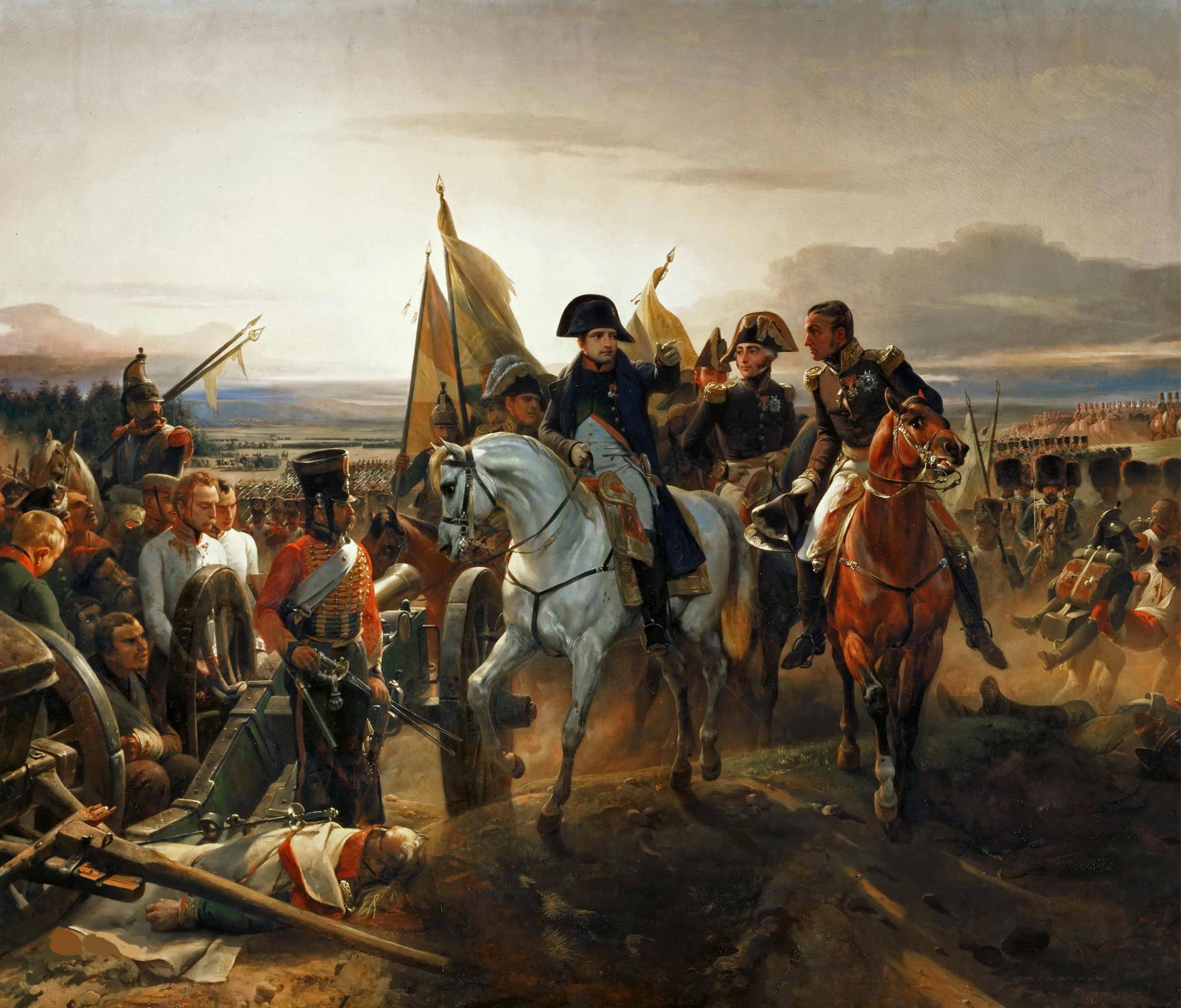
Удино при Фридланде.

Австрийская кампания 1805 года
- Удино при Фридланде.Вертинген (8 октября 1805 года)
- Ульм (16 — 20 октября 1805 года)
- Холлабрунн (16 ноября 1805 года)
- Аустерлиц (2 декабря 1805 года)

Польская кампания 1806-07 годов
- Остроленка (16 февраля 1807 года)
- Гейльсберг (10 июня 1807 года)
- Фридланд (14 июня 1807 года)

## Организация дивизии
На 25 сентября 1805 года:
- 1-я бригада (командир – бригадный генерал Клод Лапланш-Мортьер)
  - 1-й элитный полк (командир – полковник Жак Фроман)
    - батальон 13-го полка линейной пехоты (командир батальона Ренар)
    - батальон 58-го полка линейной пехоты (командир батальона Дюге)

  - 2-й элитный полк (командир – майор Мишель Брайе)
    - батальон 9-го полка линейной пехоты (командир батальона Руайе)
    - батальон 81-го полка линейной пехоты (командир батальона Курто)
- 2-я бригада (командир – бригадный генерал Пьер Дюпа)
  - 3-й элитный полк (командир – полковник Жан Шрамм)
    - батальон 2-го полка лёгкой пехоты (командир батальона Даркантель)
    - батальон 3-го полка лёгкой пехоты

  - 4-й элитный полк (командир – майор Марк Кабан)
    - батальон 28-го полка лёгкой пехоты (командир батальона Кассиньяк)
    - батальон 31-го полка лёгкой пехоты (командир батальона Бёф)
- 3-я бригада (командир – бригадный генерал Франсуа Рюффен)
  - 5-й элитный полк (командир – полковник Жан-Шарль Дезайи)
    - батальон 12-го полка лёгкой пехоты (командир батальона Удо)
    - батальон 15-го полка лёгкой пехоты (командир батальона Полар)

На 1 июня 1807 года:
- 1-я бригада (командир – бригадный генерал Франсуа Рюффен)
  - 1-й временный полк (командир – майор Жан-Батист Жамен)
    - 1-й батальон элитных рот 27-го, 94-го и 95-го полков линейной пехоты
    - 2-й батальон элитных рот 8-го, 45-го и 54-го полков линейной пехоты

  - 2-й временный полк (командир – майор Жан-Батист Эспер де Латур)
    - 3-й батальон элитных рот 3-го лёгкого, 32-го и 96-го полков линейной пехоты
    - 4-й батальон элитных рот 30-го, 33-го и 51-го полков линейной пехоты
- 2-я бригада (командир – бригадный генерал Николя Конру)
  - 3-й временный полк (командир – майор Филипп Тюньо)
    - 5-й батальон элитных рот 10-го, 24-го и 26-го полков лёгкой пехоты
    - 6-й батальон элитных рот 4-го, 18-го и 57-го полков линейной пехоты

  - 4-й временный полк (командир – майор Жозеф Лапуант)
    - 7-й батальон элитных рот 34-го линейного, 17-го и 21-го полков лёгкой пехоты
    - 8-й батальон элитных рот 40-го, 64-го и 88-го полков линейной пехоты
- 3-я бригада (командир – бригадный генерал Луи Коэорн)
  - 5-й временный полк (командир – майор Жан Шемино)
    - 9-й батальон элитных рот 6-го лёгкого, 39-го и 69-го полков линейной пехоты
    - 10-й батальон элитных рот 16-го лёгкого, 44-го и 105-го полков линейной пехоты

  - 6-й временный полк (командир – майор Франсуа Вогринёз)
    - 11-й батальон элитных рот 16-го лёгкого, 24-го и 63-го полков линейной пехоты
    - 12-й батальон элитных рот 7-го лёгкого, 24-го и 63-го полков линейной пехоты
- 4-я бригада (командир – бригадный генерал Жозеф Альбер)
  - 7-й временный полк (командир – майор Жан-Жак Сальмон)
    - 13-й батальон
    - 14-й батальон

  - 8-й временный полк
    - 15-й батальон
    - 16-й батальон
- 5-я бригада
  - 9-й гусарский полк (командир – полковник Пьер Готрен)
    - 1-й эскадрон
    - 2-й эскадрон
    - 3-й эскадрон
      - Всего: 16 батальонов, 3 эскадрона, 12 740 человек

## Подчинение
- гренадерский резерв в Аррасе (22 ноября 1803 года);
- 2-я резервная дивизия Армии Берегов Океана (24 марта 1805 года);
- 5-й армейский корпус Великой Армии (29 августа 1805 года);
- резерв Великой Армии (1 декабря 1805 года);
- 5-й армейский корпус Великой Армии (27 декабря 1805 года);
- расформирование (1 июля 1806 года);
- резерв Великой Армии (2 ноября 1806 года);
- 5-й армейский корпус Великой Армии (февраль 1807 года);
- 10-й армейский корпус Великой Армии (апрель 1807 года);
- резервный корпус Великой Армии (5 мая 1807 года);
- Рейнская армия (15 октября 1808 года).

## Командование дивизии

### Командиры дивизии
- дивизионный генерал Андош Жюно (11 декабря 1803 – 30 января 1805)
- дивизионный генерал Николя Удино (5 февраля 1805 – 16 ноября 1805)
- дивизионный генерал Жерар Дюрок (16 ноября 1805 – 4 декабря 1805)
- дивизионный генерал Николя Удино (1 декабря 1805 – 1 июля 1806)
- расформирована (1 июля 1806 – 2 ноября 1806)
- дивизионный генерал Николя Удино (2 ноября 1806 – 5 декабря 1808)

### Начальники штаба дивизии
- полковник штаба Жак-Валер Клеман (14 декабря 1803 – 17 сентября 1805)
- полковник штаба Этьен Жарри (23 сентября 1805 – 21 февраля 1807)
- полковник штаба Клод Шапоннель (30 марта 1807 – 5 декабря 1808)

### Командиры бригад
- бригадный генерал Пьер Макон (13 декабря 1803 – 12 марта 1805)
- бригадный генерал Пьер Дюпа (13 декабря 1803 – 24 декабря 1805)
- бригадный генерал Клод Лапланш-Мортьер (21 декабря 1803 – 27 декабря 1805)
- бригадный генерал Франсуа Рюффен (12 марта 1805 – 1 июля 1806, 2 ноября 1806 – 3 ноября 1807)
- бригадный генерал Мишель Клапаред (10 июня 1805 – 11 сентября 1805)
- бригадный генерал Николя Конру (9 ноября 1806 – 5 декабря 1808)
- бригадный генерал Жозеф Альбер (21 февраля 1807 – 5 декабря 1808)
- бригадный генерал Этьен Жарри (23 марта 1807 – 5 декабря 1808)
- бригадный генерал Луи Коэорн (22 апреля 1807 – 5 декабря 1808)

## Награждённые

### Знак Большого Орла ордена Почётного легиона
- Николя Удино, 6 марта 1805 – дивизионный генерал, командир дивизии

### Великие офицеры ордена Почётного легиона
- Андош Жюно, 14 июня 1804 – дивизионный генерал, генерал-полковник гусар, командир дивизии

### Комманданы ордена Почётного легиона
- Пьер Дюпа, 14 июня 1804 – бригадный генерал, командир 2-й бригады
- Жак-Валер Клеман, 14 июня 1804 – полковник, начальник штаба дивизии
- Клод Лапланш-Мортьер, 14 июня 1804 – бригадный генерал, командир 3-й бригады
- Пьер Макон, 14 июня 1804 – бригадный генерал, командир 1-й бригады
- Жан-Шарль Дезайи, 25 декабря 1805 – полковник, командир 5-го элитного полка
- Этьен Жарри, 25 декабря 1805 – полковник, начальник штаба дивизии
- Франсуа Рюффен, 25 декабря 1805 – бригадный генерал, командир 3-й бригады
- Николя Конру, 22 июня 1807 – бригадный генерал, командир 2-й бригады

### Офицеры ордена Почётного легиона
- Базиль Бальтюс де Пуйи, 26 декабря 1805 – командир эскадрона, командующий артиллерией дивизии
- Бёф, 26 декабря 1805 – командир батальона 31-го лёгкого
- Даркантель, 26 декабря 1805 – командир батальона 2-го лёгкого
- Дюге, 26 декабря 1805 – командир батальона 58-го линейного
- Кассиньяк, 26 декабря 1805 – командир батальона 28-го лёгкого
- Курто, 26 декабря 1805 – командир батальона 81-го линейного
- Полар, 26 декабря 1805 – командир батальона 15-го лёгкого
- Ренар, 26 декабря 1805 – командир батальона 13-го линейного
- Руайе, 26 декабря 1805 – командир батальона 9-го линейного
- Удо, 26 декабря 1805 – командир батальона 12-го лёгкого
- Геррен, 26 декабря 1805 – капитан батальона 28-го лёгкого
- Пижо, 26 декабря 1805 – капитан батальона 3-го лёгкого
- Грив, 27 марта 1807 – капитан, адъютант генерала Рюффена
- Ван-Бершем, 28 июня 1807 – капитан, адъютант генерала Удино
- Франсуа Вогринёз, 28 июня 1807 – майор 21-го линейного
- Гере, 28 июня 1807 – командир батальона 48-го линейного
- Лоран Ланье, 28 июня 1807 – командир 1-го батальона
- Жозеф Лапуант, 28 июня 1807 – майор 85-го линейного
- Жан-Жак Сальмон, 28 июня 1807 – майор 24-го лёгкого
- Клод Шапоннель, 28 октября 1808 – полковник, начальник штаба дивизии